# Ampulex cyanator
Ampulex cyanator är en  stekelart som först beskrevs av Carl Peter Thunberg 1822.  Ampulex cyanator ingår i släktet Ampulex och familjen Ampulicidae. Inga underarter finns listade i Catalogue of Life.